# Cuevas de Fuentes de León
El monumento natural de Cuevas de Fuentes de León es un conjunto kárstico ubicado en el sur de la provincia española de Badajoz.

## Estatus
El lugar fue declarado como monumento natural el 25 de julio de 2001, mediante un decreto publicado el día 31 de ese mismo mes en el Diario Oficial de Extremadura, con la rúbrica del presidente de la comunidad autónoma, Juan Carlos Rodríguez Ibarra, y del consejero de Agricultura y Medio Ambiente, Eugenio Álvarez Gómez.

## Ubicación
El espacio se sitúa en la provincia de Badajoz, en el sureste del término municipal de Fuentes de León. Incluye una red de cuevas localizadas en el sureste del citado término municipal, en la frontera con la provincia de Huelva, en los parajes conocidos como: «La Suerte de Montero», «El Bujo» y «Cerro del Cuerno» situados concretamente en la sierra del Puerto y en la sierra del Castillo del Cuerno. Las cuevas ocupan una superficie de unas 200 ha.

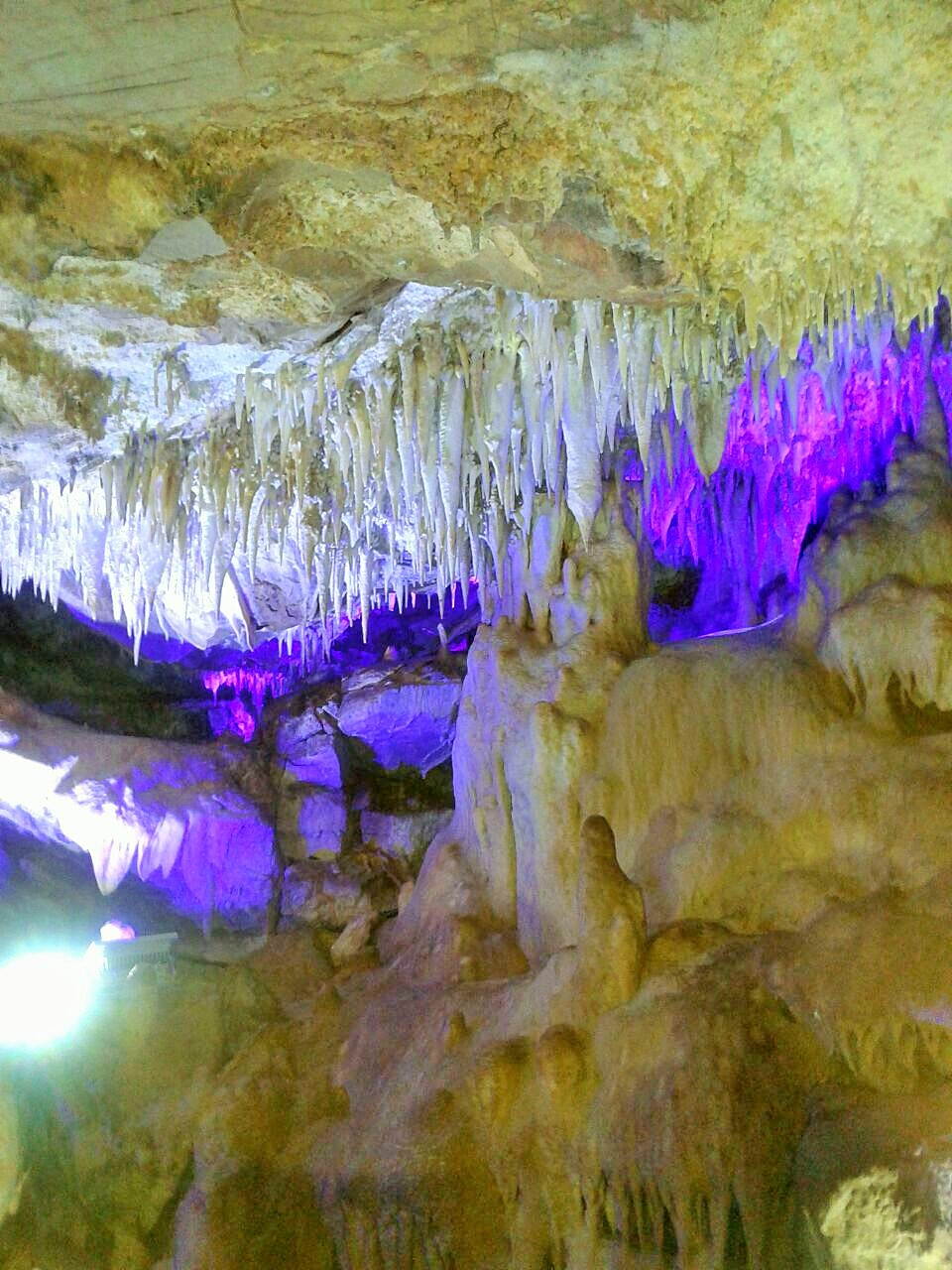
Cuevas de Fuentes de León

La delimitación del complejo kárstico donde se localizan las cuevas a proteger según los límites naturales es la siguiente: por el este desde el punto kilométrico 3 de la carretera de Fuentes de León a Cañaveral de León hasta el límite provincial con Huelva; por el sur el límite provincial entre Badajoz y Huelva hasta la confluencia con el camino que parte de la carretera de Cañaveral de León a Arroyomolinos de León hasta la carretera de Fuentes de León a Cañaveral de León; por el oeste el límite provincial desde el citado camino hasta la confluencia con el arroyo de la Sierpe; y por el norte el arroyo de la Sierpe hasta su confluencia con la Rivera de Santa Cruz y esta Rivera hasta el cruce con la carretera de Fuentes de León a Cañaveral de León.

## Descripción general
Se trata de una zona kárstica desarrollada sobre materiales calcáreos del Cámbrico, compuesta por numerosas cavidades entre las que destacan: la Cueva del Agua, La Lamparilla, Sima Cochinos, Los Postes, Caballo y Cueva Masero. En el conjunto kárstico existen cuevas de elevada fragilidad, en buen estado de conservación y con formaciones poco comunes.
Las cuevas constituyen un conjunto kárstico de importancia en Extremadura por ser uno de los pocos ejemplos de este tipo de formaciones geológicas existentes en la comunidad autónoma. Presenta un notable valor ambiental y concretamente geológico por la espectacularidad de los espeleotemas (depósitos químicos por precipitación del carbonato cálcico en formas muy variadas) de algunas de sus cuevas como es el caso de la Cueva Masero, la rareza del lago interior de la Cueva del Agua, la belleza deteriorada de las cuevas de Los Postes y Caballo, la biodiversidad existente en el entorno de las cuevas así como restos de arte rupestre. La importancia del conjunto kárstico radica en la cantidad y variabilidad de espeleotemas, como formaciones más características y que le aportan mayor valor ambiental, destacan las estalactitas con filos de hacha, estalactitas con punta de lanza, helicoidales y curvas, excéntricas, espículas de aragonito y velos o banderolas de hasta medio metro. Asimismo existen estalactitas de dos metros de altura, columnas, sifones, lenares, estalagmitas y estalactitas vivas, coladas y sombreros hongo.

## Cuevas

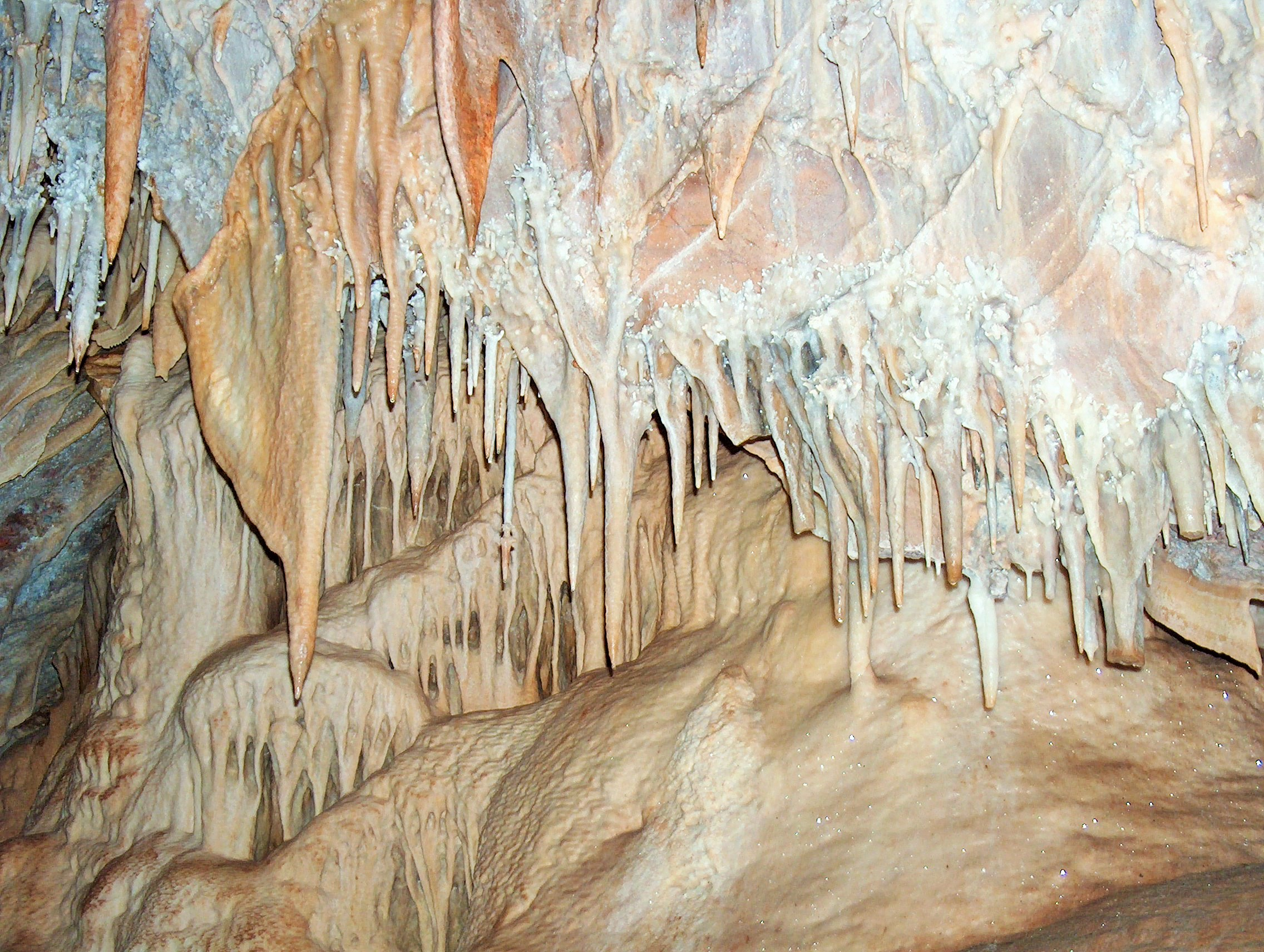
Interior de las cuevas

En el monumento natural se incluyen cinco cavidades y dos simas: Cueva del Agua, Cueva de Masero, Cueva de los Postes, Cueva del Caballo, Cueva de la Lamparilla, Sima 1 y Sima 2.

#### Cueva del Agua
Está situada en la sierra del Puerto. Es la más grande encontrada hasta la fecha y es conocida desde antiguo por la literatura científica. Está declarada LIC al albergar una nutrida colonia de murciélagos. Tiene un lago interior de 250 m² de superficie. En sus salas interiores y menos accesibles hay gran variedad de espeleotemas de interés y bien conservados como coladas, tours, estalactitas, estalagmitas y sombreros-hongo. Se han encontrado restos arqueológicos como un grabado de ángulos entrecruzados a modo de dientes de sierra.

#### Cueva de Masero
Está situada en la sierra del Castillo del Cuerno. Es una cavidad formada por una dolina de desprendimiento, a la cual se accede por una sima de 6 m de profundidad. Tiene un recorrido de unos 80 m lineales, con seis salas, llegando a tener en su conjunto 1000 m² Su importancia radica en la profusión y variedad de todo tipo de espeleotemas: estalagmitas, estalactitas de todas las formas (excéntricas, helicoidales, curvas, con forma de punta de lanza, de filo de hacha, de alas de mariposa, coraliformes, etc), cristales de aragonito, velos de medio metro,columnas, sifones y lenares. Es la cueva más notable desde el punto de vista geológico del conjunto. Es una cueva de formación continua, un vivero de karst, con espeleotemas vivos y en pleno desarrollo, únicos a nivel regional y casi nacional.

#### Cueva de los Postes
Se localiza en la sierra del Cuerno, en las cercanías de la del Caballo y al Masero, su acceso es complicado. Posee varias salas, a la primera se accede a través de un pequeño arco formado por columnas de cerca de un metro de alto que son el motivo por el que se le denomina cueva de los postes. Una de las salas se denomina catarata de piedra, pues consta de una colada de suave pendiente queda la sensación de estar observando una cascada de piedra. El principal interés de esta cueva no reside solo en su valor geológico, ya que posee un importante yacimiento arqueológico; se han encontrado hasta la fecha restos que datan desde el Neolítico a la Edad de Hierro. Los más antiguos, de en torno al 4000 a. C., suponen la ocupación de este recinto como lugar de enterramiento. Posteriormente aparece una etapa de abandono (aún por confirmar durante la Edad del Cobre y la del Bronce), en la Edad del Hierro (300 a. C. hasta cambio de era). Durante la transición a la ocupación romana parece que se usó como santuario donde se depositaban ofrendas (lucernas, vasijas de cerámica y monedas) a sus dioses.

#### Cueva del Caballo
Se encuentra en la sierra del Cuerno. Es junto con la de la Lamparilla la más reducida de tamaño, pero cuenta con una sala de gran extensión vertical, que alcanza los diez metros en algunas zonas. Aunque se encuentra deteriorada por su buena accesibilidad, todavía conserva notables coladas y tours. Su nombre se debe al aspecto de una colada parietal que se ubica casi al final de la cueva y que, desde la entrada el efecto óptico hace que se asemeje a la cabeza de un caballo.

#### Cueva de la Lamparilla
Está en la sierra del Puerto, a cien metros de la cueva del Agua. Es una de las más pequeñas, consta de tres a cuatro salas que aunque tienen accesibilidad complicada han sufrido gran deterioro. No obstante, mantiene buena variedad de espeleotemas, gours, coladas, columnas, estalactitas y estalagmitas.